# Eucereon mitigata
Eucereon mitigata là một loài bướm đêm thuộc phân họ Arctiinae, họ Erebidae.